# Baek Hee-na
Baek Hee-na, in hangŭl: 백희나 (Seul, 1º dicembre 1971), è una scrittrice e illustratrice sudcoreana.

## Biografia
Nata nel 1971 a Seul, ha studiato tecnologia dell'educazione alla Ewha Womans University di Seul e animazione all'Istituto delle arti di California.
Dopo aver lavorato in uno studio d'animazione, ha fondato una propria casa editrice, la "Story Bowl".
Nel 2004 ha esordito con il libro da lei illustrato Cloud Bread grazie al quale ha vinto il premio d'illustratrice dell'anno al Bologna Children's Book Fair del 2005.
Nel 2020 è stata insignita del prestigioso Astrid Lindgren Memorial Award alla carriera, risultando la prima coreana a vincere il riconoscimento.

## Opere principali
- Cloud Bread (2004)
- The Red Bean Porridge Granny and the Tiger (2006)
- The Moon Sorbet (2010)
- Last Evening (2011)
- Little Chick Pee-yaki’s Mum (2011)
- Bath Fairy (2012)
- Le caramelle magiche (Magic Candies, 2017), Milano, Terre di Mezzo, 2022 traduzione di Dalila Immacolata Bruno ISBN 9791259961037.
- The Strange Visitor (2018)
- I Am a Dog (2019)

## Premi e riconoscimenti
- Astrid Lindgren Memorial Award: 2020
- Premio Andersen: 2023 nella categoria "Miglior albo illustrato" con Le caramelle magiche[9]